# 34473 Linkairui
34473 Linkairui è un asteroide della fascia principale. Scoperto nel 2000, presenta un'orbita caratterizzata da un semiasse maggiore pari a 2,7859532 au e da un'eccentricità di 0,0676099, inclinata di 3,91831° rispetto all'eclittica.